# 科尼亚克德拉蒙塔涅
科尼亚克-德拉蒙塔涅（法語：Conilhac-de-la-Montagne，法語發音：[kɔnijak də la mɔ̃taɲ] ⓘ）是法国奥德省的一个旧市镇，位于该省西南部，属于利穆区。2019年，科尼亚克-德拉蒙塔涅与市镇罗克塔亚德合并为新市镇罗克塔亚德和科尼亚克。

## 地理
科尼亚克-德拉蒙塔涅（42°58'43"N, 2°11'38"E）面积4.45 平方千米，位于法国奧克西塔尼大區奥德省，该省份为法国南部沿海省份，北起塔恩省，西北接上加龙省，西接阿列日省，南至东比利牛斯省，东临地中海，东北与埃罗省接壤。
与科尼亚克-德拉蒙塔涅接壤的市镇（或旧市镇、城区）包括：阿莱特莱班、昂蒂尼亚克、布列日、罗克塔亚德、拉塞尔庞。
科尼亚克-德拉蒙塔涅的时区为UTC+01:00、UTC+02:00（夏令时）。

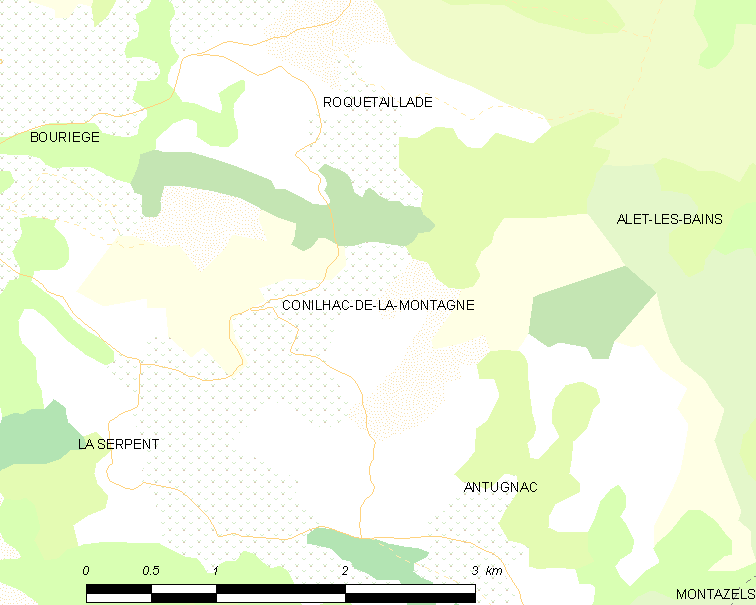
科尼亚克-德拉蒙塔涅的OSM定位图

## 行政
科尼亚克-德拉蒙塔涅的邮政编码为11190，INSEE市镇编码为11097。

## 政治
科尼亚克-德拉蒙塔涅所属的省级选区为上奥德河谷县。

## 人口

1962-2008年间科尼亚克-德拉蒙塔涅人口变化图示

科尼亚克-德拉蒙塔涅于2018年1月1日时的人口数量为67人。